# Запорізький домобудівний комбінат
Запорізький домобудівний комбінат засновано в жовтні 1963 року; протягом десятиріччя розвитку підприємство увійшло до десяти найбільших домобудівних комбінатів СРСР.

## Короткі дані
У 1980-х роках комбінатом щорічно до експлуатації вводилося по 300 000 м² житла. Станом на 2009 рік підприємство здало у використання понад 5 мільйонів квадратних метрів житла — майже 110 000 квартир.
Підприємство перетворено в 1998 році у відкриту акціонерну компанію, основним напрямом діяльності є будівництво житлових та нежитлових будівель. При домобудівному комбінаті діє дитячий садок для дітей працівників.
У 2010 роках підприємство займається забудовою цілих кварталів — зокрема в 1-у та 5-у Південних мікрорайонах Запоріжжя. Керує підприємством Володимир Рудь — заслужений будівельник України.
В липні 2013 року проводилися загальні збори щодо розгляду та схвалення кредиторами плану санації товариства до порушення провадження у справі про банкрутство.
У липні 2014 року домобудівний комбінат розробив пересувний залізобетонний блокпост-дот, який можна пробити тільки з протитанкового гранатомета. Блокпост-дот обстріляли з автоматів, кулеметів різного калібру та РПГ — конструкцію зумів пробити гранатомет. Експертами було прийнято рішення, що надалі дот обшиватиметься листами заліза або акумулятивною сіткою. Після вдосконалення оборонної споруди її поставлятимуть в зону активних бойових дій на Донбасі.